# Дабергоц
Дабергоц (њем. Dabergotz) општина је у њемачкој савезној држави Бранденбург. Једно је од 23 општинска средишта округа Остпригниц-Рупин. Према процјени из 2010. у општини је живјело 590 становника. Посједује регионалну шифру (AGS) 12068072.

## Географски и демографски подаци
Дабергоц се налази у савезној држави Бранденбург у округу Остпригниц-Рупин. Општина се налази на надморској висини од 43 метра. Површина општине износи 12,6 km². У самом мјесту је, према процјени из 2010. године, живјело 590 становника. Просјечна густина становништва износи 47 становника/km².